# 石田比呂志
石田 比呂志（いしだ ひろし、1930年10月27日 - 2011年2月24日）は、日本の歌人。福岡県出身。本名は裕志。

## 経歴
福岡県京都郡小波瀬村二崎（現苅田町）に父嘉平次、母清香の長男として生まれる。1944年、福岡県立豊津中学校（旧制）を素行不良によって退学処分となる。1945年、国家総動員法によって筑豊の炭鉱に徴用されて採炭に従事させられる。乙種飛行練習生(海軍)に合格するも8月敗戦。
1946年、石川啄木の『一握の砂』を読んで歌人を志す。水道工事人夫、キャバレーの支配人など40以上の職を転々とする。1954年、山口県宇部市の土方飯場からの投稿歌が「毎日歌壇」(窪田空穂選)に採用され、自作が初めて活字となる。1955年、第1回角川短歌賞入選。1957年、歌誌「未来」に入会し、近藤芳美に師事。1958年、同じく「未来」の歌人である山埜井喜美枝と結婚。1965年、「未来年間賞」受賞。
1974年、大分県中津市の歌誌「牙」を復刊、主宰となる。翌年、山埜井喜美枝と離婚。熊本市に移り、生涯を同地で暮らす。1978年、第四歌集『琅玕』によって第24回熊日文学賞を受賞。1985年、「手花火」30首により第22回短歌研究賞受賞。肉体労働に従事してきた自身の境涯を無頼派的にうたう作品が特色。穂村弘が都市風俗を幻想的に描いた『シンジケート』で登場した際には、全否定をした。2011年2月24日午後0時10分、脳内出血にて永眠。本人の遺言により、「牙」は石田逝去とともに終刊となった。
門下に阿木津英（後に妻となる）、島田幸典、浜名理香など。

## 作品

### 歌集
- 無用の歌 白玉書房 1965年
- 怨 牙短歌会 1973年
- 蝉声集 短歌新聞社 1976年
- 琅玕 短歌新聞社 1979年
- 長酣集 松下書林 1981年
- 定型の霜 歌書 牙短歌会 1982年
- 鶏肋 不識書院 1983年
- 滴滴 現代書房新社 1986年
- 九州の傘 砂子屋書房 1989年
- 石田比呂志歌集（現代短歌文庫） 砂子屋書房 1990年
- 孑孑 砂子屋書房 1992年
- 老猿 砂子屋書房 2002年
- 春灯 砂子屋書房 2004年
- 萍泛歌篇―石田比呂志歌集  2006年
- 続 石田比呂志歌集（現代短歌文庫） 砂子屋書房 2008年 ISBN 978-4790411352
- 流塵集―石田比呂志歌集 砂子屋書房 2008年
- 邯鄲線 砂子屋書房 2010年
- 無用の歌（第1歌集文庫） 現代短歌社 2013年 ISBN 978-4-906846-50-4 序・岡井隆、金井秋彦、安仲光男、吉田漱、我妻泰。解説・阿木津英。

### 評論・歌書・エッセイ他
- 夢違庵雑記 歌話集 短歌新聞社 1977年
- 無名の群像 評論集 牙書房 1978年
- 夢違庵雑記・続 エッセイ 短歌新聞社 1980年
- 短歌の中心と周辺 歌書 短歌新聞社 1985年
- 炉辺笑話　短歌初学講座 歌書 牙短歌会 1987年
- 食物のある風景 評論集 砂子屋書房 1988年
- 芳美一〇〇選 歌書 砂子屋書房 1990年
- 一蓑一笠 エッセイ 葉文館出版 1992年
- 歌のこころ 上・下巻 葉文館出版 1993年